# Džigme rinpočhe
Džigme rinpočhe (*1949) je buddhistický mnich a učitel. Narodil se ve východním Tibetu, Khamu, v rodině 16. karmapy jako bratr Kunziga Šamara rinpočheho. Džigme rinpočhe obdržel rozsáhlá učení a iniciace od 16. karmapy, který jej během své první návštěvy na Západě zde nechal jako svého představitele. Od té doby vede Džigme rinpočhe karmapovo sídlo ve Francii, Dhagpo Kagyu Ling.
Když 16. karmapa jmenoval Džigmeho rinpočheho jako svého zástupce pro Evropu, řekl: „V osobě Džigmeho rinpočheho Vám zde zanechávám své srdce“, a v tomto duchu Džigme rinpočhe dnes pokračuje v jeho aktivitě v Evropě. Značně cestuje, navštěvuje centra, kde učí, a je inspirací pro své žáky.